# Royal Liverpool Golf Club
Der Royal Liverpool Golf Club at Hoylake (RLGC), auch Royal Liverpool Village Golf Club at Hoylake, kurz Royal Liverpool, ist einer der Premium-Golfclubs des Vereinigten Königreichs, der nördlich des St.-Georgs-Kanals, an der Küste der Irischen See liegt. Auf der Halbinsel Wirral gelegen, ist er nur durch die Mündung des Flusses Mersey von der Metropole Liverpool (Merseyside) getrennt.
Er ist ein Vertreter der für das „Ur“-Golf typischen Links-Plätze und bereits seit dem Jahr 1897 Teil des Rota genannten Turnus der Plätze, die die offenen Britischen Golf Meisterschaften austragen dürfen.

## Turniere
Es wurden folgende bedeutende Turniere auf dem Platz ausgetragen:
- The Open Championship: 1897, 1902, 1907, 1913, 1924, 1930, 1936, 1947, 1956, 1967, 2006, 2014, 2023
- The British Amateur Championship: 1885 (Eröffnungsturnier), 1887, 1890, 1894, 1898, 1902, 1906, 1910, 1921, 1927, 1933, 1939, 1953, 1962, 1969, 1975, 1995, 2000
- The Amateur British Ladies Championship: 1896, 1989, 1996
- Women’s British Open: 2012
- Walker Cup: 1983
- Curtis Cup: 1992

### Gewinner der British Open
| Jahr | Gewinner          | Ergeb. | Ergeb. | Ergeb. | Ergeb. | Ergeb.    | Gewinn (£) |
| Jahr | Gewinner          | R1     | R2     | R3     | R4     | Total     | Gewinn (£) |
| ---- | ----------------- | ------ | ------ | ------ | ------ | --------- | ---------- |
| 1897 | Harold Hilton (A) | 80     | 75     | 84     | 75     | 314       | (A)(30)    |
| 1902 | Sandy Herd        | 77     | 76     | 73     | 81     | 307       | 30         |
| 1907 | Arnaud Massy      | 76     | 81     | 78     | 77     | 312       | 30         |
| 1913 | J.H. Taylor       | 73     | 75     | 77     | 79     | 304       | 50         |
| 1924 | Walter Hagen      | 77     | 73     | 74     | 77     | 301       | 75         |
| 1930 | Bobby Jones (A)   | 70     | 72     | 74     | 75     | 291       | (A)(100)   |
| 1936 | Alf Padgham       | 73     | 72     | 71     | 71     | 287       | 100        |
| 1947 | Fred Daly         | 73     | 70     | 78     | 72     | 293 (+5)  | 150        |
| 1956 | Peter Thomson     | 70     | 70     | 72     | 74     | 286 (−2)  | 1.000      |
| 1967 | Roberto DeVicenzo | 70     | 71     | 67     | 70     | 278 (−10) | 2.100      |
| 2006 | Tiger Woods       | 67     | 65     | 71     | 67     | 270 (−18) | 720.000    |
| 2014 | Rory McIlroy      | 66     | 66     | 68     | 71     | 271 (−17) | 975.000    |
| 2023 | Brian Harman      | 67     | 65     | 69     | 70     | 271 (−13) | 3.000.000  |

(A) = Amateurstatus